# Gordon Begg
Gordon Begg (14 de fevereiro de 1868 — Fevereiro de 1954) foi um ator de teatro e cinema britânico. Durante a era do cinema mudo, ele fez vários filmes em Hollywood, antes de retornar à Grã-Bretanha. Ele apareceu como William Shakespeare no filme britânico de 1930, Elstree Calling, dirigido por André Charlot, Jack Hulbert, Paul Murray, e Alfred Hitchcock.

## Filmografia selecionada
- The Cost of a Kiss (1917)
- The Harbour Lights (1923)
- The Bandolero (1924)
- His Buddy's Wife (1925)
- The Celestial City (1929)
- Elstree Calling (1930)
- Out of the Blue (1931)
- The Sleeping Cardinal (1931)
- The Shadow (1933)
- Dangerous Ground (1934)
- The Marriage of Corbal (1936)
- Where There's a Will (1936)
- English Without Tears (1944)
- Welcome, Mr. Washington (1944)
- They Knew Mr. Knight (1946)
- Great Expectations (1946)